# VSM Group AB
El grupo Husqvarna, multinacional de origen sueco, tiene su origen en la fábrica de mosquetes que mandó construir en la localidad Sueca de Huskvarna, este es el nombre de la ciudad bajo la nueva ortografía, pero las marcas se mantienen bajo la antigua ortografía, o sea Husqvarna. Fabrica y comercializa principalmente maquinaria forestal, agrícola y de jardinería. También maquinaria para la construcción, el salvamento y la limpieza así como equipamiento de protección individual y ropa de calle y accesorios.
La división de máquinas de coser constituye hoy en día una empresa completamente independiente del resto, registrada oficialmente como VSM Group AB. Mantiene la denominación comercial de Husqvarna Viking y utiliza como logotipo el símbolo original de Husqvarna: el diseño que evoca la boca del cañón de un rifle y contiene la H en su interior.
Esta empresa tiene su origen en 1872, cuando algunos de los artesanos de la localidad que trabajaban en la fábrica de armas decidieron aprovechar los recursos de la misma para desarrollar y cambiar a la fabricación de productos de precisión más pacíficos: máquinas de coser.
Hoy en día Husqvarna Viking fabrica:

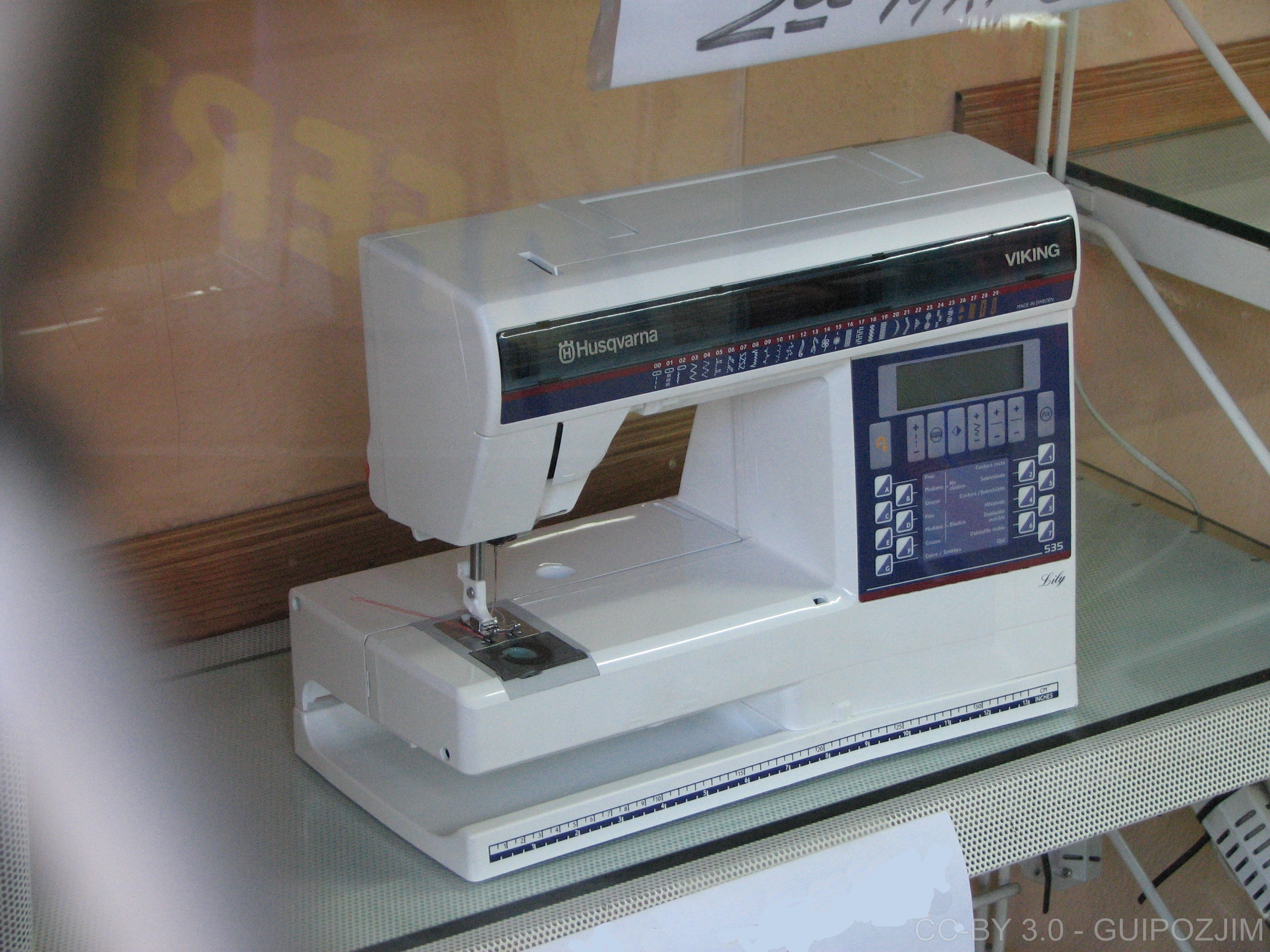
Máquina de coser Husqvarna Viking moderna.

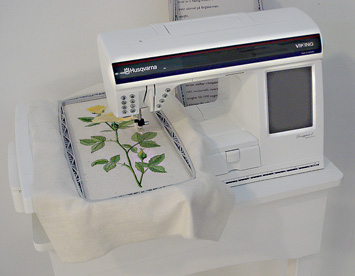
Máquina de coser Husqvarna Viking moderna.

- Máquinas de coser.
- Remachadoras.
- Bordadoras.